# Vahan Mardirossian
Vahan Mardirossian, né le 26 mai 1975 à Erevan (Arménie), est un pianiste et chef d'orchestre arménien.

## Biographie
Vahan Mardirossian commence le piano à 7 ans et donne son premier récital 9 mois plus tard, ce qui l'amène à faire de nombreux concerts dans les différents pays de l'ex-URSS. À l'âge de 16 ans, il crée et dirige l'Orchestre de chambre de jeunes du Centre culturel d'Arménie, ce pendant 2 ans. Installé à Paris en 1993, il entre au Conservatoire national supérieur de musique et de danse de Paris (CNSMDP) dans la classe de piano de Jacques Rouvier, et est également admis dans la classe de musique de chambre de Jean Mouillère. En 1996, il obtient le 1er prix de piano, le prix de musique de chambre et le diplôme supérieur du conservatoire, ce qui lui permet d'intégrer le cycle de perfectionnement (3e cycle).
Il se produit aujourd'hui sur les scènes du monde entier .
En 2001, il enregistre et publie chez Intrada son premier album consacré à des pièces de Schubert, unanimement salué par la critique, obtenant notamment le Diapason d'or.
En 2008, il est présent comme musicien sur un titre de l'album Enfant de la ville du slameur Grand Corps Malade.
À partir de septembre 2010 et jusqu'à juin 2019 il est à la direction de l'orchestre du Conservatoire de Caen, l'Orchestre de Caen, en qualité de chef principal. Son mandat ayant été renouvelé deux fois.
À partir de février 2011, il est le directeur musical de l'Orchestre national de chambre d'Arménie. 
À partir de août 2019, il est le chef principal du City Chamber Orchestra of Hong Kong.
Depuis 2020, Vahan Mardirossian est directeur musical de l'Orchestre royal de chambre de Wallonie.

## Discographie
- Franz Schubert : sonate op. posth. 120 D.664, impromptus op. 90 D. 899, Wanderer - Fantasie op. 15 D. 760 (2001) (Diapason d'or)
- Éric Tanguy - Œuvres pour piano : passacaille, 2 études, sonate no 1, 5 préludes, sonate no 2 (2002)
- Johannes Brahms - Sonates pour piano et violon (avec Marina Chiche) (2003)
- Piano Transcription : Johann Sebastian Bach transcrit par Franz Liszt, Ferruccio Busoni, Sergueï Rachmaninov, Alexandre Ziloti... (2004)
- Georg Friedrich Haendel : suites pour piano no 3, 5, 7, sonate en si bémol majeur, chaconne (2004)
- Johannes Brahms : L'œuvre pour piano - Volume 1 : sonate no 3 op. 5, ballades op. 10, valses op. 39... (2005)
- Franz Liszt : Sonate En Si Mineur, Transcriptions (2007)
- Armenia : interprétations de pièces de compositeurs arméniens tels que Aram Khatchatourian, Arno Babadjanian, ... (avec Jean-Marc Phillips-Varjabédian et Xavier Phillips) (2007)
- Ludwig van Beethoven - Neuvième Vague : Grande sonate pathétique op. 13, Clair de lune op. 27 no 2, Tempête op. 31 no 2, Pastorale op. 28 (2010)
- Florentine Mulsant - Face à Face : Symphonie n° 1 pour orchestre à cordes, op. 32, 24 Préludes pour piano op. 38 (2013)